# Union Canal
Union Canal è un canale di 50.7 km in Scozia, da Lochrin Basin, Fountainbridge, Edimburgo a Falkirk, dove incontra il Forth and Clyde Canal.

## Percorso e caratteristiche

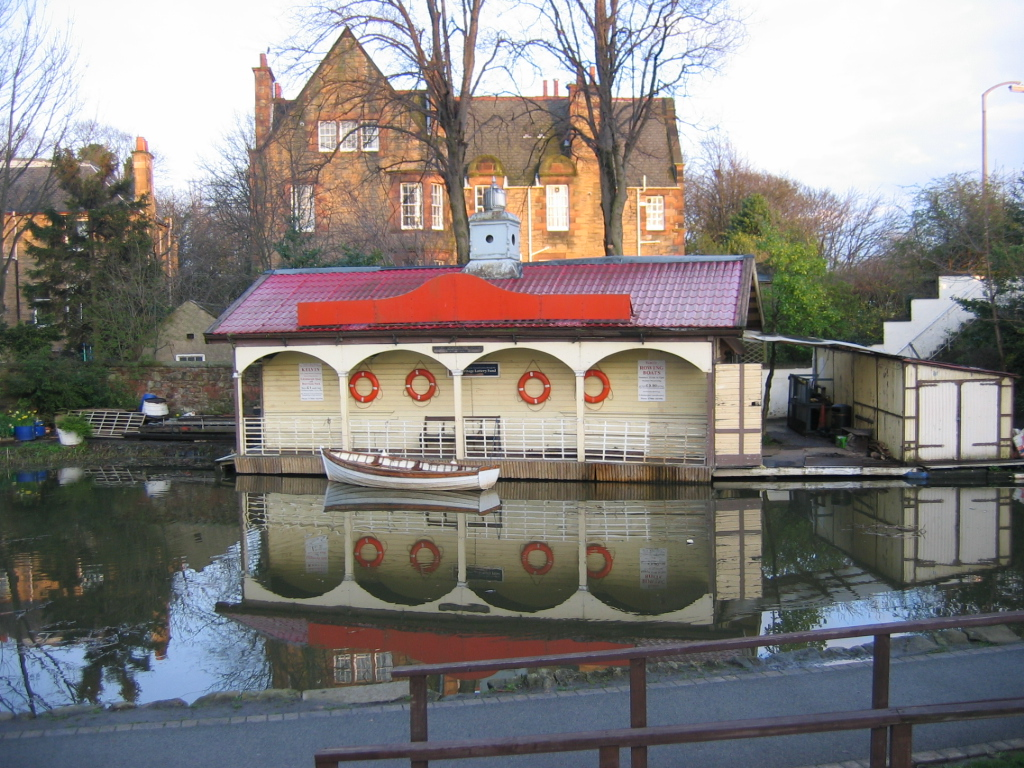
Casa galleggiante a Shandon (Edimburgo)

Lo Union Canal è spesso definito "canale di contorno", che è seguito da un contorno di 73 metri lungo tutto il suo percorso. In origine, solo le chiuse erano a Falkirk, per connetterlo al Forth and Clyde Canal. Oggi c'è una chiusa appena prima di Falkirk Wheel e due subito dopo. C'è anche un nuovo tunnel dove il canale passa sotto il Vallo Antonino. Il canale mantiene i suoi livelli tramite i suoi argini, tagliando gli acquedotti principali, piuttosto che seguendo il contorno originale.
Il canale ha molti acquedotti, tra cui l'acquedotto di Slateford che prende il canale sul Water of Leith di Edimburgo, l'acquedotto di Almond vicino a Ratho e l'acquedotto di Avon vicino Linlithgow, il secondo per lunghezza nel Regno Unito.
La fine del canale ad Edimburgo non raggiunge più l'altezza necessaria (dai bacini di 'Port Hopetoun' e 'Port Hamilton' che sono stati riempiti dopo la chiusura del canale). Infatti il canale ferma nel bacino di Lochrin a Fountainbridge.
Molti dei ponti di pietra hanno una pietra numerata che indica il ponte. Tuttavia, la pietra sul ponte di Viewforth, il secondo ponte dall'inizio del canale a Edinburgh Quay, è decorata con gli stemmi di Glasgow ed Edimburgo, rivolto a ovest e ad est, rispettivamente.

## Storia e archeologia
In origine era noto come Edinburgh and Glasgow Union Canal, per celebrare l'unione delle due città dalla nuova rete del canale, ma questo nome non si usa più.
Il canale fu progettato da Hugh Baird, che supervisionò i lavori di ingegneria che ci furono tra il 1818 e il 1822. Due dei suoi operai furono i famosi assassini Burke e Hare. Il solitone, una forma di onda, fu osservata per la prima volta nello Union Canal nel 1834, mentre il suo scopritore, John Scott Russell, stava viaggiando attraverso il canale in una barca trainata dai cavalli. Ad un acquedotto moderno su Edinburgh City Bypass fu dato il nome di Russell.
In origine usato per il trasporto del carbone, la concorrenza della ferrovia causò la chiusura dell'uso commerciale negli anni 1930. Le chiuse che connettevano Forth and Clyde Canal a Falkirk furono riempite e ci si costruì sopra.
Nel 2004, una ricerca archeologica di una squadra dal Headland Archaeology scoprì la poppa di una chiatta di legno di 21 metri. La nave fu scoperta nella banchina sud dello Union Canal. I resti rappresentano l'attracco finale di una delle prime chiatte del XIX secolo al canale o barcone, un tipo di nave trainata da cavalli che era il vettore principale di trasporto del tempo. I carghi tipici includevano il carbone e la calce da Lanarkshire anche se c'erano anche un certo numero di persone da trasportare; la funzione attuale dell'imbarcazione è tuttora sconosciuta. La chiatta fu smantellata e spostata dal canale in modo da registrare le tecniche usate per la sua costruzione. Un ulteriore lavoro fu fatto per identificare la specie, l'anno e la provenienza della lagna usata per costruirla.

## Usi moderni

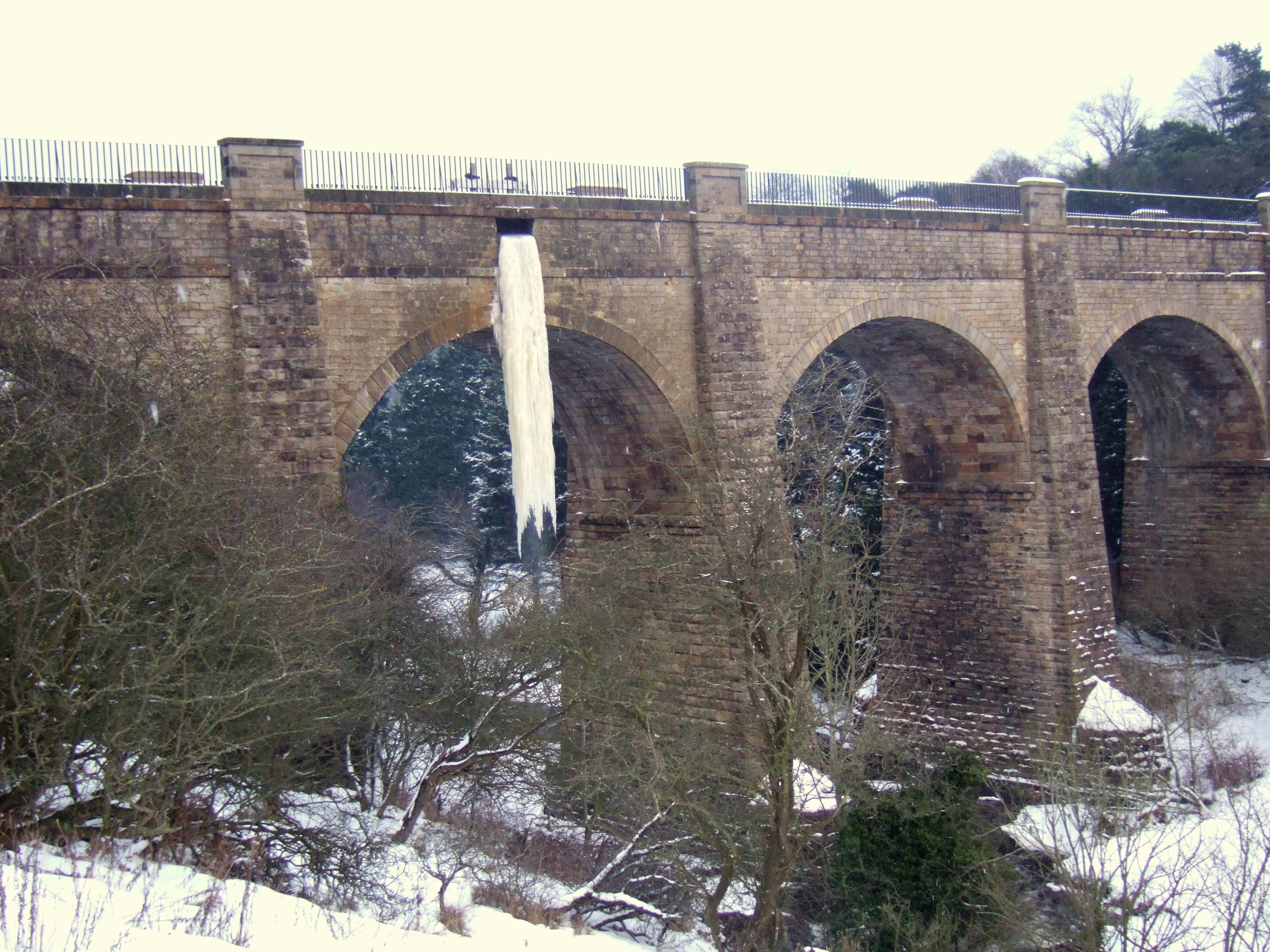
Cascata dal canale ghiacciata sull'acquedotto Almond durante l'inverno del 2010

Oggi il canale è usato dagli appassionati di canottaggio al Forth Canoe Club e dai vogatori dell'università, come il St Andrew Boat Club. La Edinburgh Canal Society, la Bridge 19-40 Canal Society e la Linlithgow Union Canal Society promuovono l'uso del canale. Noleggiano barche e battelli e offrono dei tour regolari per i turisti. La Re-Union Canal Boats opera come impresa per costruire e mantenere le barche per il noleggio.
Il Millennium Link, un progetto per risanare sia la Union and Forth Canals che la Clyde Canals, vede i due canali uniti nuovamente a Falkirk, nel 2000 tramite la Ruota di Falkirk. L'Elica di Falkirk è un progetto di sei anni che unisce lo Union Canal con il mare, tramite un altro Boat lift con la forma di un kelpie, un mitico cavallo d'acqua.
Quest'area è stata attualmente rivalutata per uso commerciale e residenziale, cominciando da Edinburgh Quay. La British Waterways decise a giugno 2008 di comprare l'area tra i ponti Quay e Ashley Terrace e chiamarlo Lochrin. Con il canale oggi in gran parte restaurato sia per la nautica e sia per escursionisti e ciclisti sulla strada rialzata, si sta godendo la nuova vita. Le chiatte per le vacanze sono comuni in primavera e in estate, mentre nella zona più vicina al centro della città ci sono anche i residenti tutto l'anno che vivono nelle narrowboat. Un "ristorante galleggiante" lavora su richiesta, fornendo un pasto mentre si crociera. Le gare di barche sono diventate un appuntamento annuale, che si sono svolte ad Edimburgo dal 2007 al 2010, utilizzando materiale trovato "spazzatura" per costruire le imbarcazioni. La società Linlithgow Union Canal ha ospitato la sua gara di barche di carta per molti anni, presso il bacino del Linlithgow.